# Ведель, Карл
Карл Эрнст «Кароль» Ведель (нем. Karl Ernst Wedel; 7 февраля 1813, Нойенкирхен, Мекленбург — Передняя Померания — 17 июня 1902, Варшава) — — немецкий, польский и русский предприниматель, кондитер, работавший в Варшаве, Царство Польское, Российская империя. Основатель кондитерской компании «E. Wedel», существующей и в настоящее время.

## Биография
Карл Эрнст Ведель родился в деревне Иленфельд (сегодня входит в состав соседнего Нойенкирхене) в Мекленбург в семье Иоахима Фридриха Веделя и его жены Кристины, урожденной Крюгер. Родители Веделя были людьми среднего достатка, его отец работал управляющим в соседнем дворянском имении. Около 1830 года Карл Эрнст Ведель выучился на кондитера и переехал в Берлин, где женился первым браком на Доротее Фридерике, урожденной Ширмер (род. 1809), дочери фермера. 
В начале 1845 года Ведель переехал в Варшаву, где поступил на работу в кондитерскую немца Карла Грохнерта, где быстро выделился среди других сотрудников. К 1851 году он накопил денег и открыл собственный кондитерский магазин, а год спустя — фабрику по производству шоколада, оснащённую станками на паровой тяге. Вскоре Ведель прославился своей фирменной карамелью («karmelki smietankowe»), и шоколадом, выпускавшимся, в частности, под марками «Brilliant» и «Dessert». Успеху Веделя, как считается, способствовало активное размещение рекламы в газете «Курьер Варшавский». Вскоре основанная им компания «E. Wedel» превратилась в одну из ведущих кондитерских компаний в Польше, и остаётся таковой до настоящего времени.
Вторым браком Ведель был женат на Каролине Висновской (1819-1893), дочери кондитера-поляка. Сын Веделя, Эмиль Альберт Фридрих Ведель (1841–1919) окончил университет, получил степень доктора философии в области химии, а затем прошел стажировку на ведущих кондитерских фабриках западной Европы, в таких странах, как Германия, Швейцария, Англия и Франция. В 1876 году, в день свадьбы сына, отец подарил ему свою компанию, а сам отошёл от дел.